# Castello di Mercenasco
Il Castello di Mercenasco è un antico castello situato nel comune di Mercenasco in Piemonte.

## Storia

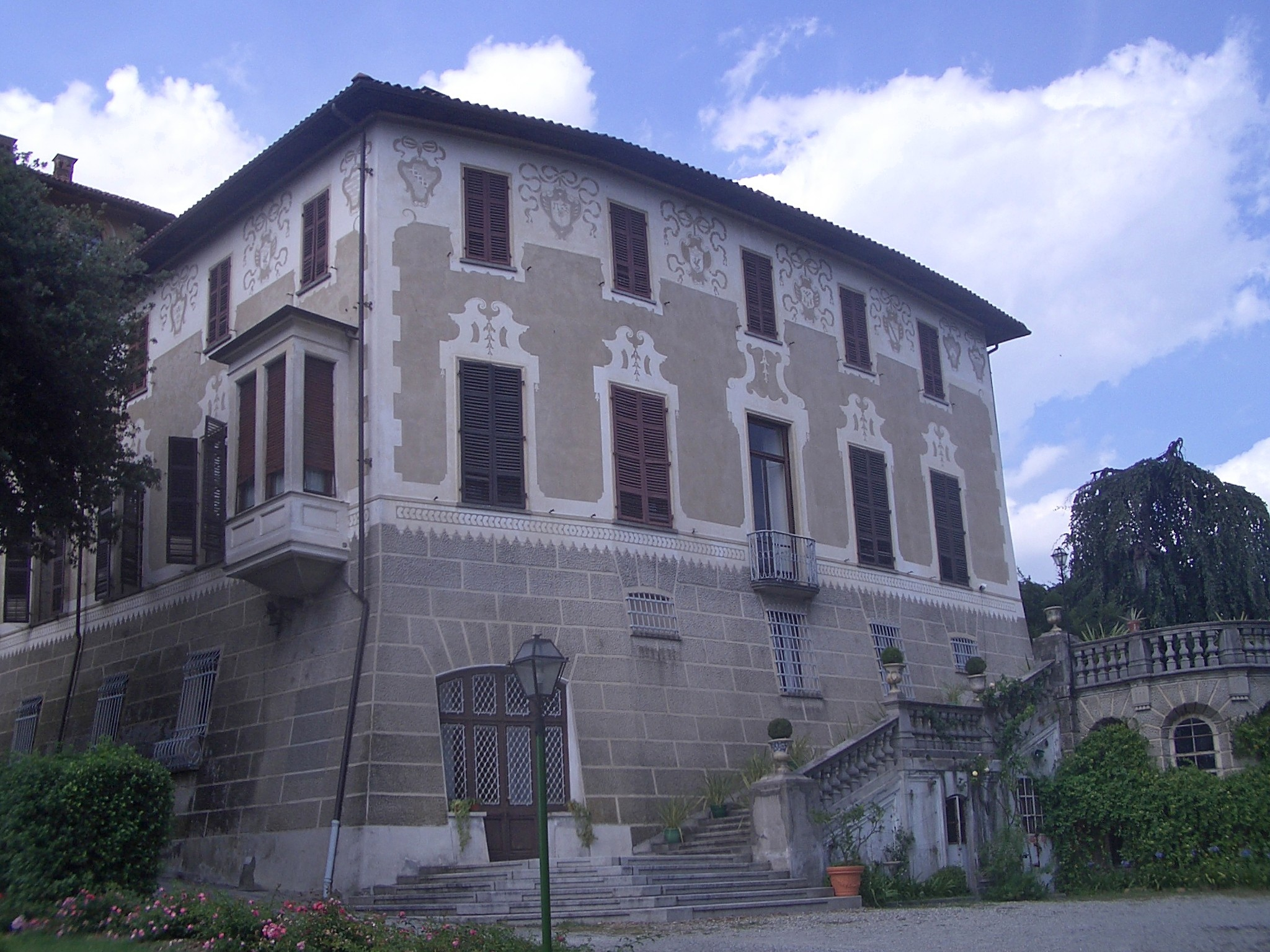
Veduta

La prima testimonianza dell'esistenza del castello, probabilmente legato a un ricetto, risale al 1142, quando Guglielmo Borgio di Mercenasco giurò fedeltà alla città di Vercelli. Dal 1280, il feudo passò sotto la consignoria dei Valperga. Durante il XIV secolo, nel contesto dei conflitti tra i Savoia e i Monferrato, il castello fu incendiato e saccheggiato. Con il trattato di Cherasco del 1631, il feudo passò definitivamente sotto il controllo della famiglia Savoia, che nel 1646 lo cedette a Gaspare Graneris de la Roche, presidente e generale delle finanze.
Gravemente danneggiato durante le invasioni napoleoniche, il castello fu acquistato nel XIX secolo dal conte Alessandro Compans di Brichanteau, il quale avviò un ambizioso restauro, completato dal figlio Carlo nel 1925. L'architetto Chevalley trasformò il maniero in una residenza signorile, ridisegnandone la struttura a ferro di cavallo, innalzando la torre e arricchendo le facciate con eleganti decorazioni araldiche. Nel 1967 la properietà venne acquistata dai conti Benso di Arese di Villamirana.